# 深圳北駅
深圳北駅（しんせんきた-えき）は中華人民共和国深圳市龍華区に位置する駅。深圳郊外の高層住宅が建ち並ぶエリアにある。広深港高速鉄道、深圳地下鉄4号線（龍華線）、深圳地下鉄5号線（環中線）和深圳地下鉄6号線が乗り入れる。

## 中国国鉄駅
広深港高速鉄道の途中駅であり、広深港高速鉄道が香港まで延長し、廈深線、深茂線（未開通）などの整備により、香港をはじめとする長距離輸送鉄道と連絡、深圳市北部の交通中枢地。

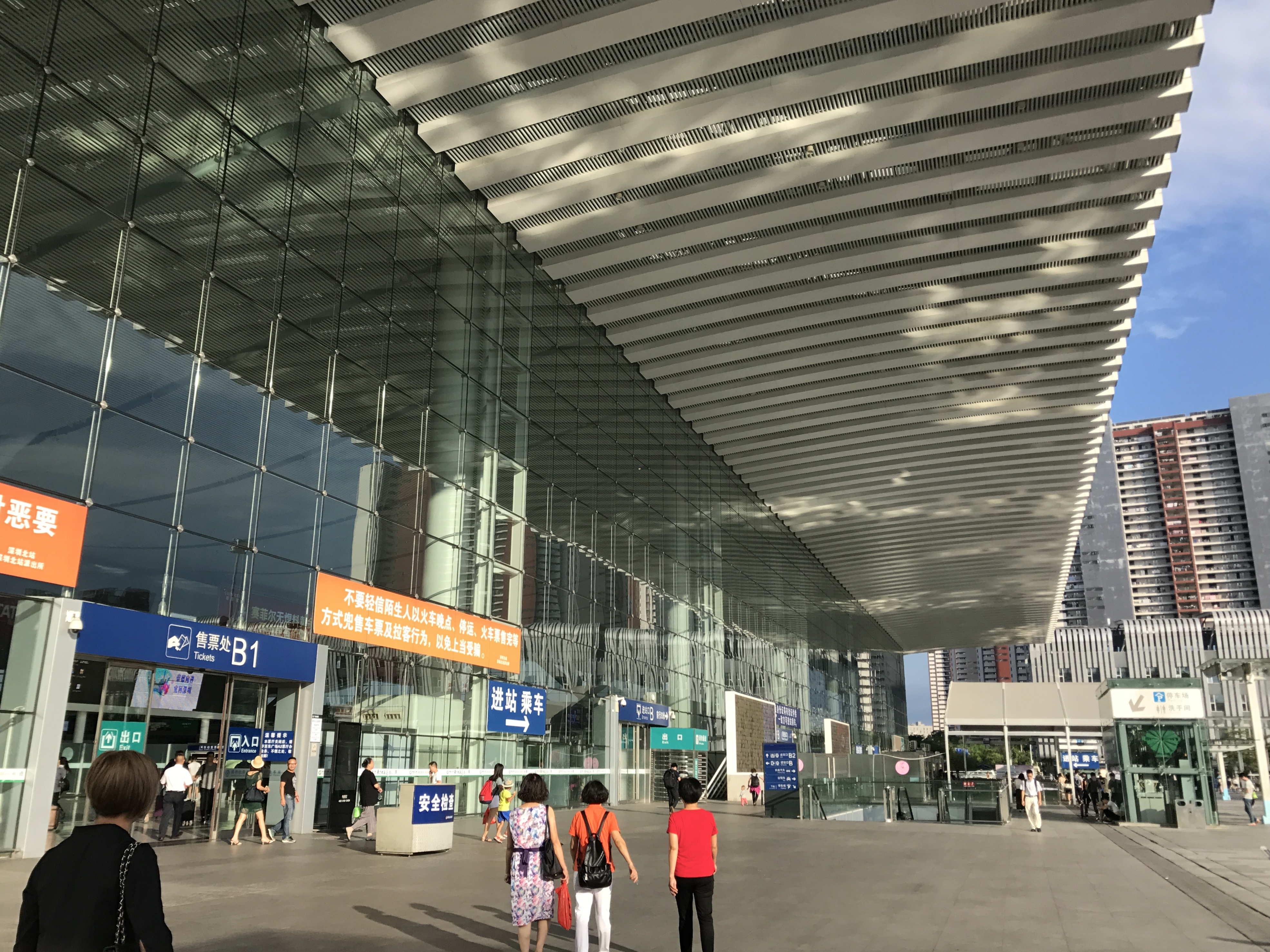
東口
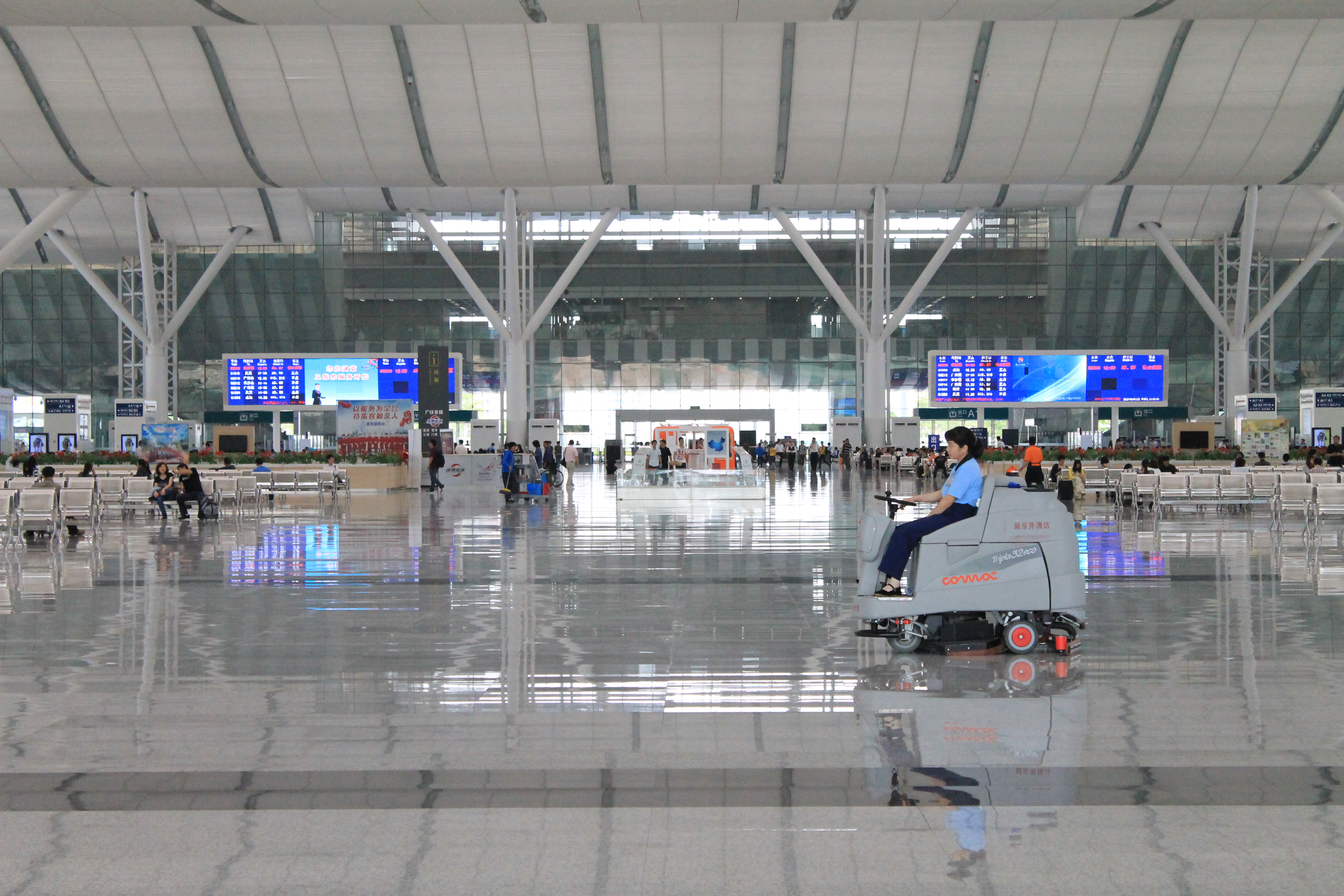
コンコース
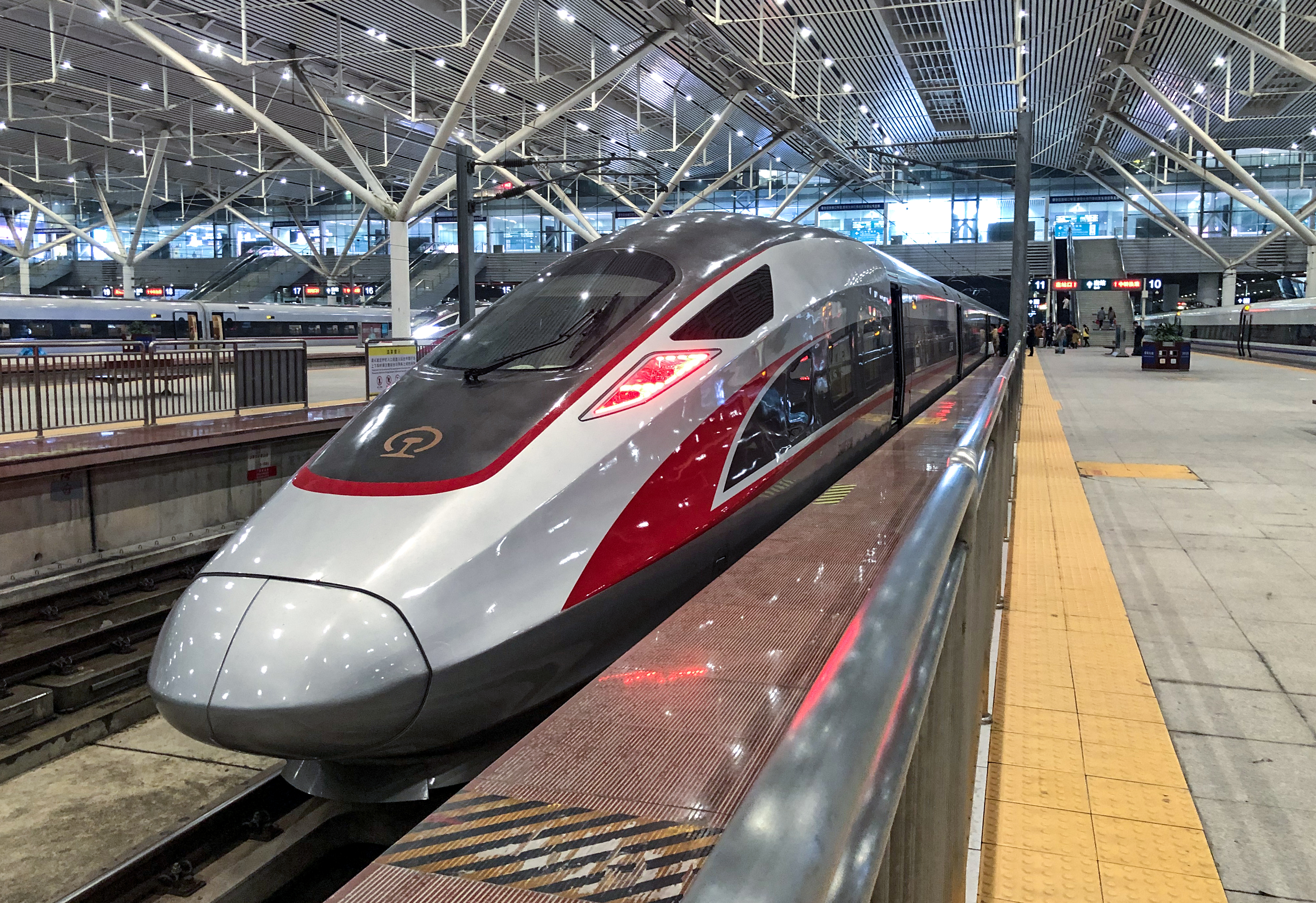
CR400AF
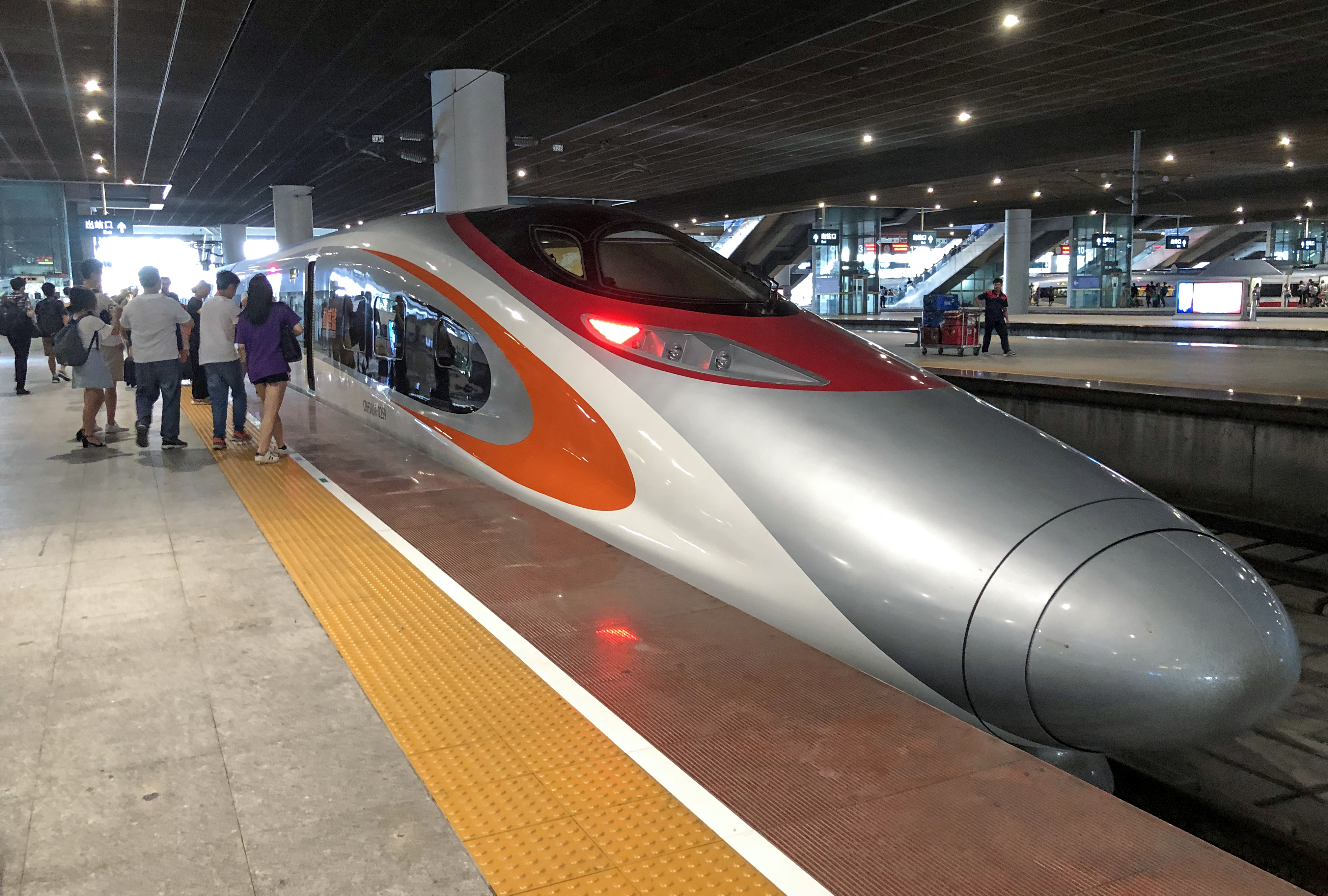
CRH380A

## 地下鉄駅
深圳地下鉄4号線（龍華線）は高架駅、深圳地下鉄5号線（環中線）は地下駅である。2011年6月16日の竜華線開通の際には供用されず通過駅とされ、6月22日の環中線開通にともない開業した。深圳地下鉄6号線（光明線）も通る予定。

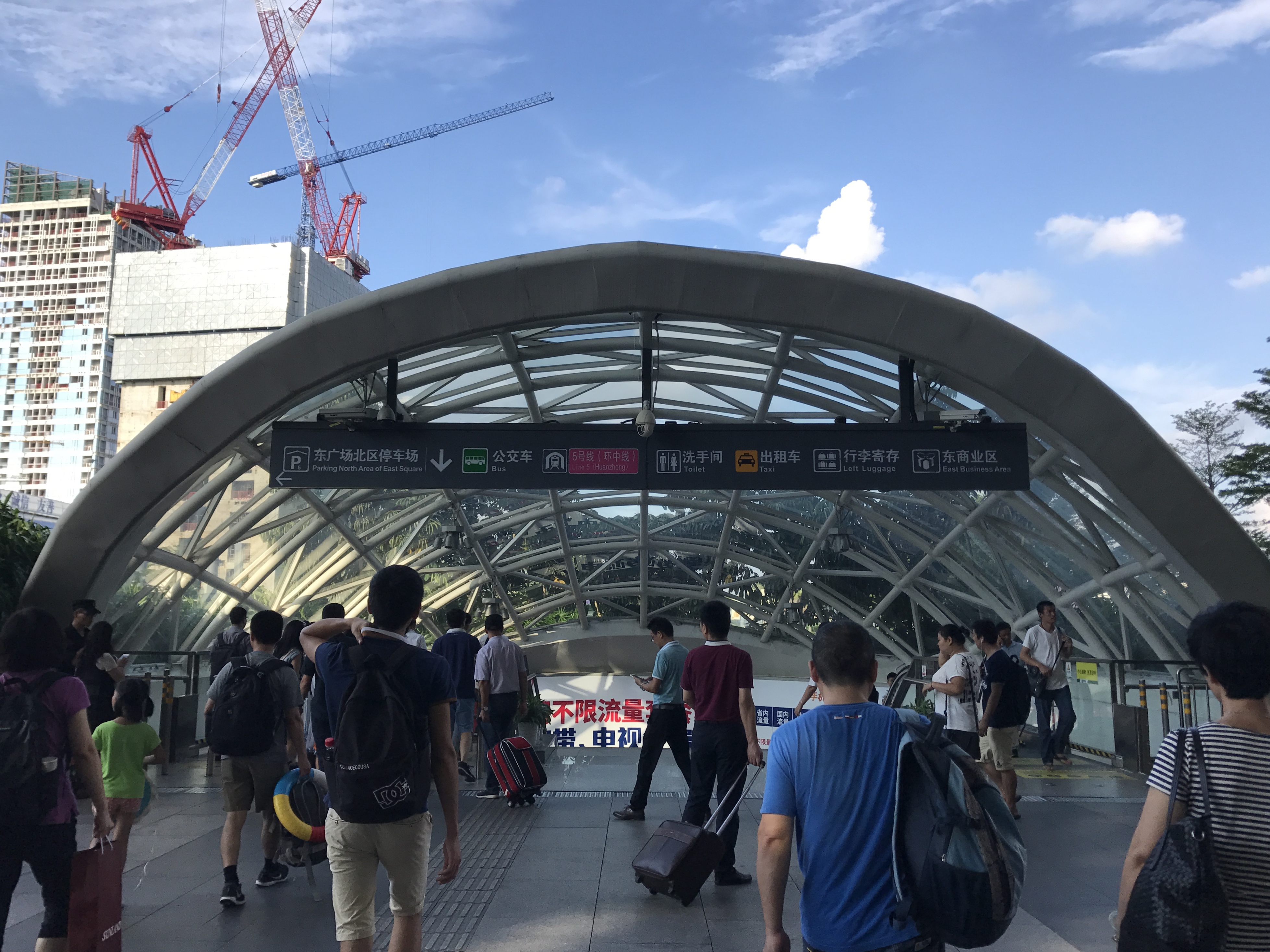
メトロ地下駅入り口
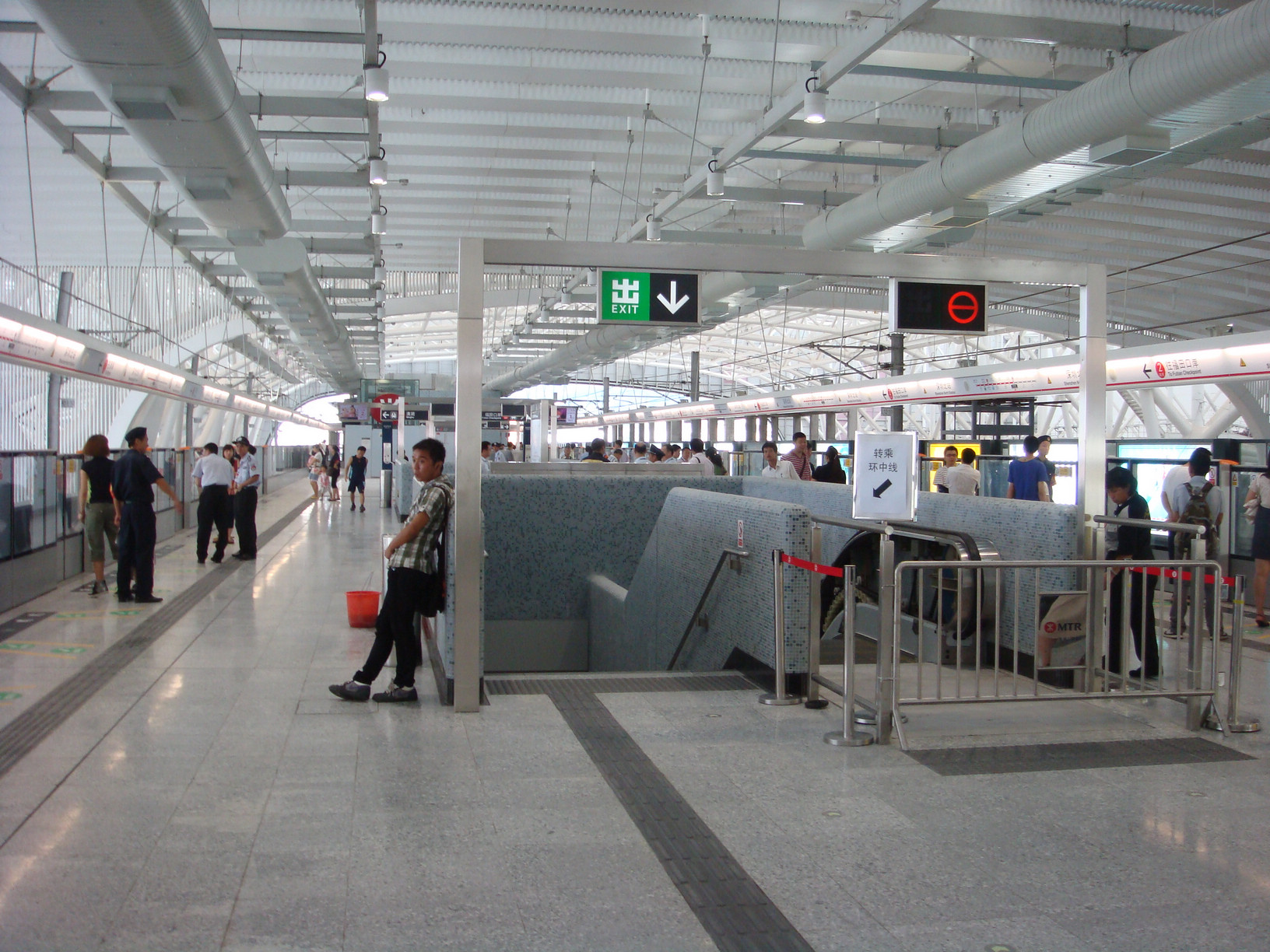
メトロ４号線（高架駅）
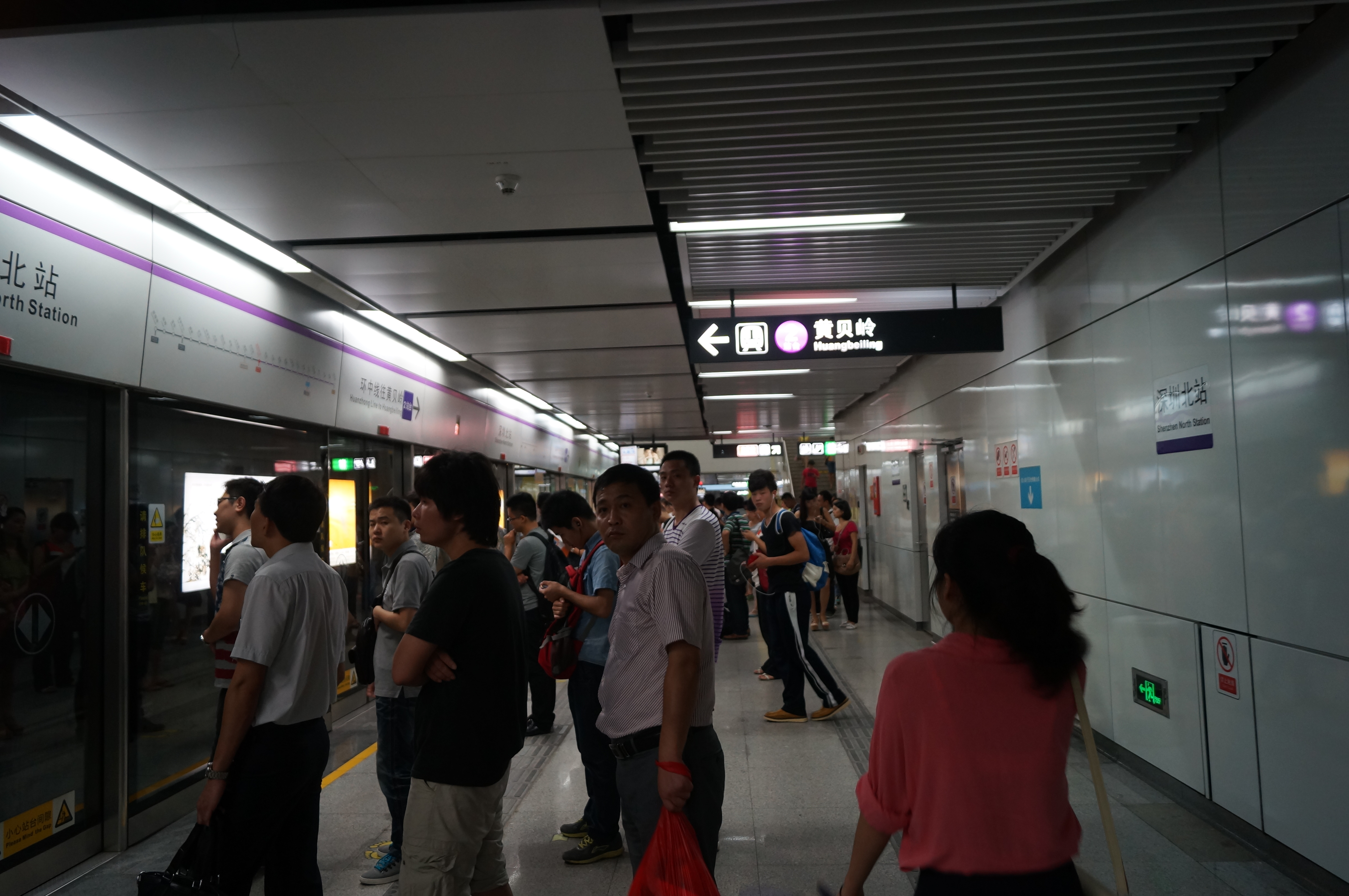
メトロ５号線（地下）

## 駅構造
| 4号線ホーム (F4) | ←■深圳地下鉄4号線（竜華線） 福田口岸方面 |
| 4号線ホーム (F4) | 島式ホーム                               |
| 4号線ホーム (F4) | ■深圳地下鉄4号線（竜華線） 清湖方面→     |
| 5号線ホーム (B2) | 相対式ホーム                             |
| 5号線ホーム (B2) | ←■深圳地下鉄5号線（環中線） 前海湾方面   |
| 5号線ホーム (B2) | ■深圳地下鉄5号線（環中線） 黄貝嶺方面→   |
| 5号線ホーム (B2) | 相対式ホーム                             |

## 隣の駅
■深圳地下鉄4号線（竜華線）
紅山駅 - 深圳北駅 - 白石竜駅
■深圳地下鉄5号線（環中線）
長嶺陂駅 - 深圳北駅 - 民治駅
■深圳地下鉄6号線（光明線）
紅山駅 - 深圳北駅 -